# Tim Sylvia
Tim Sylvia, né le 5 mars 1976 à Ellsworth dans le Maine, est un pratiquant américain d'arts martiaux mixtes (MMA), catcheur et ancien champion des poids lourds de l'UFC.

## Biographie
Tim Sylvia a commencé les arts martiaux étant enfant en rejoignant une école de karaté et commença la lutte au lycée. Il a également joué au football américain comme semi-professionnel.
Il commence sa carrière en MMA en 2001 à l'International Fighting Championship et enchaîne une série de seize victoires au sein des différentes fédérations. Il fait ses débuts à l'UFC le 27 septembre 2002 et remporte trois victoires consécutives. Il subit sa première défaite contre Frank Mir lors d'un combat pour le titre poids lourd. Son bras est cassé par Mir lors d'un armbar.
Il quitte l'UFC en 2008 à la suite de divers désaccords - notamment financiers - avec la direction.

## Palmarès en arts martiaux mixtes
| Résultat      | Record    | Adversaire               | Méthode                                    | Événement                           | Date              | Round | Temps | Lieu                                  | Notes |
| ------------- | --------- | ------------------------ | ------------------------------------------ | ----------------------------------- | ----------------- | ----- | ----- | ------------------------------------- | --- |
| Défaite       | 31-10 (1) | Ruslan Magomedov         | Décision unanime                           | Fight Nights: Battle of Moscow 13   | 26 octobre 2013   | 3     | 5:00  | Moscou, Russie                        | Combat en poids super-lourd.                                                                                  |
| Défaite       | 31-9 (1)  | Tony Johnson             | TKO (arrêt du médecin)                     | ONE FC: Rise to Power               | 31 mai 2013       | 3     | 3:25  | Pasay, Philippines                    | Sylvia échoue à la pesée. Combat en poids intermédiaire à 271 lb (123 kg).                                    |
| Défaite       | 31-8 (1)  | Satoshi Ishii            | Décision unanime                           | IGF: Inoki Bom-Ba-Ye 2012           | 31 décembre 2012  | 3     | 5:00  | Tokyo, Japon                          | Combat sans poids limite.                                                                                     |
| Sans décision | 31-7 (1)  | Andrei Arlovski          | Sans décision (soccer kicks non autorisés) | ONE FC: Pride of a Nation           | 31 août 2012      | 2     | 4:46  | Manille, Philippines                  | |
| Victoire      | 31-7      | Randy Smith              | TKO (coups de poing)                       | NEF: Fight Night 3                  | 16 juin 2012      | 1     | 0:12  | Lewiston, Maine, États-Unis           | |
| Victoire      | 30-7      | Andreas Kraniotakes      | Décision unanime                           | ProElite 2: Big Guns                | 5 novembre 2011   | 3     | 5:00  | Moline, Illinois, États-Unis          | Retour en poids lourd.                                                                                        |
| Victoire      | 29-7      | Patrick Barrentine       | TKO (coups de poing et coups de coude)     | Fight Tour                          | 20 août 2011      | 1     | 2:09  | Rockford, Illinois, États-Unis        | Combat en poids super-lourd.                                                                                  |
| Défaite       | 28-7      | Abe Wagner               | TKO (coups de poing)                       | Titan FC 16                         | 28 janvier 2011   | 1     | 0:32  | Kansas City, Kansas, États-Unis       | Combat en poids super-lourd.                                                                                  |
| Victoire      | 28-6      | Vince Lucero             | Soumission (coups de poing)                | CFX: Extreme Challenge on Target    | 11 décembre 2010  | 1     | 2:44  | Minneapolis, Minnesota, États-Unis    | Combat en poids super-lourd.                                                                                  |
| Victoire      | 27-6      | Paul Buentello           | KO (coup de poing)                         | PWP: War on the Mainland            | 14 août 2010      | 2     | 4:57  | Irvine, Californie, États-Unis        | Remporte le titre inaugural des poids lourds de la PWP. La limite de poids a été augmentée à 275 lb (125 kg). |
| Victoire      | 26-6      | Mariusz Pudzianowski     | Soumission (coups de poing)                | Moosin: God of Martial Arts         | 21 mai 2010       | 2     | 1:41  | Boston, Massachusetts, États-Unis     | Combat en poids super-lourd.                                                                                  |
| Victoire      | 25-6      | Jason Riley              | TKO (coups de poing)                       | Adrenaline MMA 4: Sylvia vs. Riley  | 18 septembre 2009 | 1     | 2:32  | Council Bluffs, Iowa, États-Unis      | Combat en poids super-lourd.                                                                                  |
| Défaite       | 24-6      | Ray Mercer               | KO (coup de poing)                         | Adrenaline MMA 3                    | 13 juin 2009      | 1     | 0:09  | Birmingham, Alabama, États-Unis       | Combat en poids super-lourd.                                                                                  |
| Défaite       | 24-5      | Fedor Emelianenko        | Soumission (étranglement arrière)          | Affliction: Banned                  | 19 juillet 2008   | 1     | 0:36  | Anaheim, Californie, États-Unis       | Pour le titre des poids lourds de la WAMMA.                                                                   |
| Défaite       | 24-4      | Antônio Rodrigo Nogueira | Soumission (étranglement en guillotine)    | UFC 81: Breaking Point              | 2 février 2008    | 3     | 1:28  | Las Vegas, Nevada, États-Unis         | Pour le titre intérimaire des poids lourds de l'UFC. Combat de la soirée.                                     |
| Victoire      | 24-3      | Brandon Vera             | Décision unanime                           | UFC 77: Hostile Territory           | 20 octobre 2007   | 3     | 5:00  | Cincinnati, Ohio, États-Unis          | |
| Défaite       | 23-3      | Randy Couture            | Décision unanime                           | UFC 68: Uprising                    | 3 mars 2007       | 5     | 5:00  | Columbus, Ohio, États-Unis            | Perd le titre des poids lourds de l'UFC.                                                                      |
| Victoire      | 23-2      | Jeff Monson              | Décision unanime                           | UFC 65: Bad Intentions              | 18 novembre 2006  | 5     | 5:00  | Sacramento, Californie, États-Unis    | Défend le titre des poids lourds de l'UFC.                                                                    |
| Victoire      | 22-2      | Andrei Arlovski          | Décision unanime                           | UFC 61: Bitter Rivals               | 8 juillet 2006    | 5     | 5:00  | Las Vegas, Nevada, États-Unis         | Défend le titre des poids lourds de l'UFC.                                                                    |
| Victoire      | 21-2      | Andrei Arlovski          | TKO (coups de poing)                       | UFC 59: Reality Check               | 15 avril 2006     | 1     | 2:43  | Anaheim, Californie, États-Unis       | Remporte le titre des poids lourds de l'UFC.                                                                  |
| Victoire      | 20-2      | Assuerio Silva           | Décision unanime                           | UFC Ultimate Fight Night 3          | 16 janvier 2006   | 3     | 5:00  | Las Vegas, Nevada, États-Unis         | |
| Victoire      | 19-2      | Tra Telligman            | KO (coup de pied à la tête)                | UFC 54: Boiling Point               | 20 août 2005      | 1     | 4:59  | Las Vegas, Nevada, États-Unis         | |
| Victoire      | 18-2      | Mike Block               | TKO (coups de poing)                       | IFC: Caged Combat                   | 21 mai 2005       | 1     | 1:26  | Columbus, Ohio, États-Unis            | Remporte le titre des poids super-lourds de l'ISKA MMA.                                                       |
| Défaite       | 17-2      | Andrei Arlovski          | Soumission (clé de cheville)               | UFC 51: Super Saturday              | 5 février 2005    | 1     | 0:47  | Las Vegas, Nevada, États-Unis         | Pour le titre intérimaire des poids lourds de l'UFC.                                                          |
| Victoire      | 17-1      | Wes Sims                 | TKO (coups de poing)                       | Superbrawl 38                       | 12 décembre 2004  | 1     | 1:32  | Honolulu, Hawaï, États-Unis           | |
| Défaite       | 16-1      | Frank Mir                | Soumission technique (clé de bras)         | UFC 48: Payback                     | 19 juin 2004      | 1     | 0:50  | Las Vegas, Nevada, États-Unis         | Pour le titre vacant des poids lourds de l'UFC.                                                               |
| Victoire      | 16-0      | Gan McGee                | TKO (coups de poing)                       | UFC 44: Undisputed                  | 26 septembre 2003 | 1     | 1:54  | Las Vegas, Nevada, États-Unis         | Défend le titre des poids lourds de l'UFC. Destitué de son titre après un échec au contrôle antidopage.       |
| Victoire      | 15-0      | Ricco Rodriguez          | TKO (coups de poing)                       | UFC 41: Onslaught                   | 28 février 2003   | 1     | 3:09  | Atlantic City, New Jersey, États-Unis | Remporte le titre des poids lourds de l'UFC.                                                                  |
| Victoire      | 14-0      | Wesley Correira          | TKO (arrêt du coin)                        | UFC 39: The Warriors Return         | 27 septembre 2002 | 2     | 1:43  | Uncasville, Connecticut, États-Unis   | |
| Victoire      | 13-0      | Jeff Gerlick             | TKO (coups de poing)                       | Extreme Challenge 48                | 27 juillet 2002   | 1     | 3:17  | Tama, Iowa, États-Unis                | |
| Victoire      | 12-0      | Mike Whitehead           | TKO (coup de genou et coups de poing)      | SB 24: Return of the Heavyweights 2 | 27 avril 2002     | 1     | 2:38  | Honolulu, Hawaï, États-Unis           | |
| Victoire      | 11-0      | Jason Lambert            | TKO (arrêt du médecin)                     | SB 24: Return of the Heavyweights 2 | 27 avril 2002     | 2     | 4:13  | Honolulu, Hawaï, États-Unis           | |
| Victoire      | 10-0      | Boyd Ballard             | KO (coup de genou)                         | SB 24: Return of the Heavyweights 2 | 27 avril 2002     | 1     | 3:21  | Honolulu, Hawaï, États-Unis           | |
| Victoire      | 9-0       | Mike Whitehead           | TKO (coups de poing)                       | SB 24: Return of the Heavyweights 1 | 26 avril 2002     | 1     | 3:46  | Honolulu, Hawaï, États-Unis           | |
| Victoire      | 8-0       | Matt Frembling           | Décision unanime                           | Extreme Challenge 47                | 16 mars 2002      | 2     | 5:00  | Orem, Utah, États-Unis                | |
| Victoire      | 7-0       | Gino De La Cruz          | TKO (coups de poing)                       | Extreme Challenge 47                | 16 mars 2002      | 1     | 0:43  | Orem, Utah, États-Unis                | |
| Victoire      | 6-0       | Ernest Henderson         | TKO (tombé du ring)                        | Extreme Challenge 47                | 16 mars 2002      | 1     | 0:29  | Orem, Utah, États-Unis                | |
| Victoire      | 5-0       | Greg Wikan               | Soumission (étranglement)                  | Extreme Challenge Trials            | 17 novembre 2001  | 3     | 2:20  | Davenport, Iowa, États-Unis           | |
| Victoire      | 4-0       | Ben Rothwell             | Décision unanime                           | Extreme Challenge 42                | 24 août 2001      | 3     | 5:00  | Davenport, Iowa, États-Unis           | |
| Victoire      | 3-0       | Greg Wikan               | TKO (arrêt du coin)                        | UW: Ultimate Fight Minnesota        | 2 juin 2001       | 1     | 5:00  | Bloomington, Minnesota, États-Unis    | |
| Victoire      | 2-0       | Gabe Beauperthuy         | Soumission (étranglement)                  | GC 3: Showdown at Soboba            | 7 avril 2001      | 2     | 4:16  | Friant, Californie, États-Unis        | |
| Victoire      | 1-0       | Randy Durant             | TKO (coups de poing)                       | IFC: Battleground 2001              | 19 janvier 2001   | 1     | 2:05  | Atlantic City, New Jersey, États-Unis | |